# جان كلود دارتشفيل
جان كلود دوكان دارتشفيل (25 يوليو 1975

 في سيناماري) (بالفرنسية: Jean-Claude Ducan Darcheville)‏ لاعب كرة قدم فرنسي الجنسية مولود في غويانا الفرنسية يلعب لصالح نادي الدرجة الأولى فالينسيان الفرنسي منذ 2009 في مركز المهاجم .

## المسيرة الرياضية
بدأ دارتشفيل مسيرته الرياضية في نادي سيناماري سنة 1994 ثم انتقل إلى نادي رين الفرنسي في السنة التالية . شارك في أول مباراة رسمية في مواجهة نادي موناكو حيث انتهت بالخسارة 1/3 . أمضى دارتشفيل 3 مواسم في نادي رين حيث سجل 5 أهداف في 42 مباراة . انتقل بعدها إلى نادي نوتنغهام فورست الإنجليزي ولكنه لم يستطع التأقلم مع طريقة لعب الكرة الإنجليزية حيث سجل هدفين في 16 مباراة . تعرض دارتشفيل لمصيبة كبيرة عندما توفيت زوجته وأطفاله في حادث سيارة سنة 1998 .
قرر دارتشفيل العودة إلى فرنسا وانضم إلى نادي لوريان حيث خلال 3 مواسم استطاع تسجيل 44 هدف في 102 مباراة . أهم أهدافه كان في مرمى نادي باستيا في المباراة النهائية لبطولة كأس فرنسا موسم 2001/2002 والذي منح ناديه البطولة ولكنه فشل في تفادي الخسارة من نادي بوردو في المباراة النهائية لبطولة كأس الدوري الفرنسي بالخسارة 0/3 .
عندما هبط نادي لوريان إلى الدرجة الثانية قرر دارتشفيل الرحيل إلى نادي بوردو . في آخر موسم له مع نادي لوريان سجل 19 هدف في 32 مباراة ومع نادي بوردو واصل أدائه العالي المستوى حيث سجل 11 هدف في موسمه الأول . بشكل عام استطاع دارتشفيل تسجيل 37 هدف في 131 مباراة في بطولة الدوري بينما سجل 7 أهداف في البطولات الأوروبية .
في 9 مايو 2007 انتقل دارتشفيل إلى نادي رينجرز الاسكتلندي موقعا على عقد يمتد لسنتين . وجاء التعاقد مع دارتشفيل بناء على طلب من المدير الفني والتر سميث علما بأن مدربا نادي رينجرز السابقان أليكس مكليش وبول لوجوين كانا يرغبان أيضا في التعاقد معه ولكنهما فشلا . شارك دارتشفيل في أول مباراة رسمية في مواجهة نادي زيتا المونتينيغري في 31 يوليو 2007 وانتهت بالفوز 2/0 بينما سجل هدفه الأول الرسمي في مرمى نادي فالكيرك في 18 أغسطس 2007 .
في 12 ديسمبر 2007 خاض نادي رينجرز مباراة حاسمة في بطولة دوري أبطال أوروبا في مواجهة نادي ليون حيث يلزمه تحقيق نتيجة الفوز للمواصلة في منافسات البطولة ولكن دارتشفيل لم يكن في مستوى الحدث بعدما ضرب لاعب الوسط السويدي كيم كالستروم وبالتالي تم طرده من الملعب . تلقى بعد المباراة قرار بالإيقاف لمدة 3 مباريات وبالتالي غاب عن مباراتي الذهاب والإياب في الدور الثالث من بطولة كأس الاتحاد الأوروبي في مواجهة نادي باناثينايكوس اليوناني ولكن نادي رينجرز استطاع تخطي هذه العقبة ومواجهة نادي فيردر بريمن الألماني في الدور الثمن النهائي حيث غاب دارتشفيل عن مباراة الذهاب ولكنه عاد في مباراة الإياب 2/1 في المجموع ثم تغلب على نادي سبورتنغ لشبونة البرتغالي 2/0 في المجموع ثم التغلب على نادي فيورنتينا الإيطالي 4/2 بركلات الجزاء الترجيحية بعد انتهاء مباراتي الذهاب والإياب بالتعادل 0/0 . في المباراة النهائية خسر نادي رينجرز من نادي زينيت سانت بطرسبرغ الروسي 0/2 . في نفس الموسم ساهم دارتشفيل في تتويج نادي رينجرز ببطولتي كأس الدوري الإسكتلندي وكأس اسكتلندا . في 22 نوفمبر سجل دارتشفيل أول هدف له في 6 أشهر في مرمى نادي أبردين حيث انتهت المباراة بالفوز 2/0 .
في 1 يناير 2009 وافق دارتشفيل على الانتقال إلى نادي فالينسيان .
عنوان وصلة

## روابط خارجية
- جان كلود دارتشفيل على موقع إي إس بي إن إف سي (الإنجليزية)
- جان كلود دارتشفيل على موقع قاعدة بيانات كرة القدم.إي يو (الإنجليزية)
- جان كلود دارتشفيل على موقع ليكيب (الفرنسية)
- جان كلود دارتشفيل على موقع ناشيونال فوتبول تيمز (الإنجليزية)
- جان كلود دارتشفيل على موقع Soccerbase.com (لاعب) (الإنجليزية)
- جان كلود دارتشفيل على موقع عالم كرة القدم.نت (الإنجليزية)